# Forêt du Grand Belmont
La forêt du Grand Belmont est un domaine forestier de Suisse.

## Situation
Localisée dans le district de la Broye du canton de Fribourg, elle se trouve sur une colline arrondie qui descend abruptement au sud dans la vallée du Chandon, tandis que vers le nord, dans la direction de Domdidier, la pente est plus douce. Elle culmine à 658 mètres.

## Histoire
Jean de Faucigny, un moine clunisien de Payerne, y fut assassiné par le Seigneur Théobald de Montagny, un jour d'octobre 1390 alors qu'il allait dire la messe à la chapelle de Chandon.

## Faune et flore
La forêt du Grand Belmont comporte différentes essences de bois dont des feuillus comme le foyard et le chêne ainsi que des essences importées de résineux comme le pin ou le mélèze. La forêt abrite des renard rouxs, des blaireaux ainsi que des chevreuils et des sangliers qui se nourrissent de l'Elaphomyces granulatus, champignon très courant dans ces bois. D'autres espèces de champignons sont notamment présentes comme le Marasmius wettsteinii qui pousse sur les aiguilles de résineux tombées au sol ; le clitocybe et la lépiote sont aussi présents.